# Siegfried Kasper (Mediziner)
Siegfried Kasper (* 15. Dezember 1950 in Salzburg) war bis zu seiner Emeritierung ein österreichischer Professor für Psychiatrie an der Universitätsklinik für Psychiatrie und Psychotherapie der Medizinischen Universität Wien.

## Leben
Kasper studierte an den Universitäten von Innsbruck sowie Freiburg und Heidelberg. Nach Abschluss der Facharztausbildung und psychotherapeutischen Ausbildung am Universitätsklinikum Mannheim, der Universität Heidelberg bzw. dem Ausbildungsinstitut für Psychotherapie und Psychoanalyse, absolvierte er einen zweijährigen Forschungsaufenthalt am National Institute of Mental Health in Bethesda (USA) und arbeitete danach als leitender Oberarzt an der Psychiatrischen Universitätsklinik in Bonn. Im Jahr 1993 wurde er als Ordentlicher Universitätsprofessor für Psychiatrie an die Universität Wien berufen. Er emeritierte am 1. Oktober 2019.

## Werk
Kasper führte klinische Studien in den Bereichen der Psychobiologie, Psychopharmakologie sowie der Psychiatrie durch und hat wissenschaftliche Arbeiten publiziert, die sich in einem Citation Index von über 10.000 und einem h-Index vom 54 widerspiegelt. Zum Thema Depression veröffentlichte er mehrere Standardwerke.
Kasper gehört bzw. gehörte dem Vorstand einiger Fachgesellschaften an, darunter dem European College of Neuropsychopharmacology (ECNP), der European Psychiatric Association (EPA), der Österreichischen Gesellschaft für Neuropsychopharmakologie und Biologische Psychiatrie (ÖGPB), der Österreichischen Gesellschaft für Arzneimittelsicherheit in der Psychiatrie (ÖAMSP) und der Österreichischen Gesellschaft für Psychiatrie und Psychotherapie (ÖGPP). Für die Periode 2012 bis 2016 wurde er in das Executive Committee des International College of Neuropsychopharmacology (CINP) gewählt. Weiters ist er Chair der World Psychiatric Association (WPA) Section of Pharmacopsychiatry. Er ist Fellow des Royal College of Psychiatrists, Ehrenmitglied der Tschechischen, Rumänischen und Kolumbianischen Gesellschaften für Psychopharmakologie bzw. Biologische Psychiatrie sowie der Ukrainischen und Ungarischen Gesellschaften für Psychiatrie und korrespondierendes Mitglied der Deutschen Gesellschaft für Psychiatrie, Psychotherapie und Nervenheilkunde, der Deutschen Gesellschaft für Biologische Psychiatrie und des Scandinavian College of Neuro-Psychopharmacology. 2020 wurde er zum Mitglied der Academia Europaea gewählt. Kasper war für die Periode von 2005 bis 2009 Präsident der World Federation of Societies of Biological Psychiatry.
Kasper ist Herausgeber des World Journal of Biological Psychiatry, des International Journal of Psychiatry in Clinical Practice, Field Editor für International Journal of Neuropsychopharmacology, Section Editor für Expert Opinion on Pharmacotherapy sowie Editor für Psychiatrie des Journal of Neurologie, Neurochirurgie, und Psychiatrie.

## Öffentliche Kontroverse
David Healy, Direktor des North Wales Department of Psychological Medicine, warf Siegfried Kasper 2002 vor, seinen Namen für eine Pharma-Studie hergegeben zu haben, mit der er nichts zu tun hatte, und die ein Medikament in besonders gutem Licht erscheinen ließ. Daraufhin leitete der damalige Medizin-Dekan Wolfgang Schütz dem Rektor die Unterlagen weiter, da dieser für Disziplinarangelegenheiten zuständig sei. Kasper selbst sprach von einem „Riesenmissverständnis“. Von der angesehenen Fachzeitschrift British Medical Journal wurde das als typischer Fall von Ghostwriting und als unakzeptable Beziehung von Industrie und akademischen Psychiatern kritisiert. Die Kontroverse fand Eingang in das Buch Hooked – Ethics, the Medical Profession, and the Pharmaceutical Industry.

## Auszeichnungen
- Ehrendoktorat der Universität Craiova und der Universität Cluj-Napoca in Rumänien
- 2005: Ehrenprofessur der Universität Hongkong
- 2008: Viktor-Frankl-Preis
- 2010: Großes Silbernes Ehrenzeichen für Verdienste um die Republik Österreich[9]
- 2010: Wagner-Jauregg-Medaille der Österreichischen Gesellschaft für Neuropsychopharmakologie und Biologische Psychiatrie (ÖGPB)
- 2010: Kraepelin-Alzheimer-Medaille der Psychiatrischen Universitätsklinik München, Deutschland
- 2011: Goldenes Ehrenzeichen der Ärztekammer für Wien
- 2014: Ehrenprofessur der Universidad Nacional Andrés Bello in Santiago de Chile, Chile[10]
- 2015: Ehrenprofessur des Institute of Psychiatry, Centre of Excellence, Kolkata, India[10]
- 2015: Aristoteles Goldmedaille der International Society of Neurobiology & Psychopharmacology (ISNP) in Kooperation mit der World Psychiatric Association (WPA), Kreta, Griechenland[10]
- 2016–2018: Ehrenprofessur der Aino University, Osaka, Japan[10]
- 2016: Österreichisches Ehrenkreuz für Wissenschaft und Kunst I. Klasse[11]
- 2019: Preis der Stadt Wien für Medizinische Wissenschaften[12]